# Stilobezzia setigeriscutellata
Stilobezzia setigeriscutellata är en tvåvingeart som beskrevs av Tokunaga och Murachi 1959. Stilobezzia setigeriscutellata ingår i släktet Stilobezzia och familjen svidknott. Inga underarter finns listade i Catalogue of Life.